# Íñiguez

Stemma del Regno di Navarra

Con il termine Íñiguez si intende una dinastia spagnola che regnò sulla Navarra dall'824 al 905.
Il primo sovrano di Navarra storicamente documentato, vissuto quando ancora la regione si chiamava Pamplona, è della dinastia Iñiga, si tratta di Íñigo I Íñiguez Arista (sembra però, dai pochi documenti, che il padre Iñigo Arista, che prese parte anche alla battaglia di Roncisvalle, del 778, avesse formato un centro indipendente di resistenza, connesso al Sobrarbe aragonese, nella seconda metà dell'VIII secolo), anche lo storico Rafael Altamira riporta che Íñigo Arista era a capo di un centro indipendente di resistenza, che regnò dall'810/820 ca. all'851 (in quell'anno, secondo il Chronicon Fontanellensis Fragmentum, Íñigo ed il fratello García, citati come duchi di Navarra inviarono a Carlo il Calvo, ambasciatori con doni di pace.), succeduto da Jimeno I Garcés della dinastia Jiménez , a sua volte co-regnante con il figlio legittimo di Iñigo I Íñiguez Arista, García I Íñiguez. Tra gli anni 851 ed 882 si hanno notizie incerte di sovrani che avrebbero co-regnato insieme, sia della dinastia Jiménez sia di quella Arista quest'ultima, quella più accreditata. I re storicamente accertati sono Garcia I Iñiguez ed Fortunato Garcés conosciuto come il Monaco,questi due sovrani avrebbero co-regnato rispettivamente con due re della dinastia Jiménez, Jimeno I Garcés ed il probabile capostipite della dinastia Jiménez, García II Jiménez, come riportato, sia dal codice di Roda che cita i tre re, che da En los albores del reino¿dinastía Iñiga?,¿dinastía Jimena?, lo storico genealogista basco, Jean de Jaurgain (1842–1920), nel suo la Vasconie lo storico medievalista navarro, José María Lacarra, nel suo Historia del Reino de Navarra en la Edad Media.

### Fonti primarie
- (LA)  Rerum Gallicarum et Francicarum Scriptires, tomus VII.
- (ES)  CRONICA DE SAN JUAN DE LA PEÑA.

### Letteratura storiografica
- Rafael Altamira, il califfato occidentale, in L'espansione islamica e la nascita dell'Europa feudale, collana «Storia del mondo medievale», II volume, Milano, Garzanti, 1999  [1979],  pp. 477-515.
- (FR)  #ES La Vasconie.
- (ES)  #ES Historia del Reino de Navarra en la Edad Media.
- (ES)  #ES En los albores del reino¿dinastía Iñiga?,¿dinastía Jimena?